# イムラアートギャラリー
イムラアートギャラリー（imura art gallery）は、京都府川端丸太町に所在する現代美術ギャラリー。国内外の作家の個展の開催、美術館・百貨店での展覧会企画を手掛けている。

## イムラアートギャラリー取扱作家
- 伊庭靖子
- 上田順平
- 木村秀樹
- 佐藤雅晴
- 染谷聡
- 田嶋悦子
- 土屋貴哉
- 日野田崇
- 堀尾貞治
- 三瀬夏之介
- 宮本佳美
- 山本太郎
- 樂雅臣
- 山﨑史生
- 渡邊佳織